# Nephrologie
Die Nephrologie (Nierenheilkunde, Aussprache [nefroloˈgiː], aus altgriechisch νεφρός „Niere“ und λόγος „Wort, Lehre“: „Nierenlehre“) ist die Lehre von Bau und Funktion der Niere unter normalen und pathologischen Bedingungen sowie von den Nierenkrankheiten und deren Auswirkungen auf den Organismus. Sie befasst sich also mit „Morphologie, Funktion und Krankheiten der Niere.“
Nur wenige Patienten mit einer Niereninsuffizienz haben schwere Nierenkrankheiten. Trotzdem definiert der aktuelle Medizin-Duden die Nephrologie als „Wissenschaft und Lehre von den Nierenkrankheiten.“ Und das Wörterbuch der Medizin verzichtet auf die Unterscheidung zwischen Urologie und Nephrologie, wenn letztere als „Lehre über die Krankheiten der Niere und ableitenden Harnwege“ definiert wird.
Die Nephrologie ist heute ein Teilgebiet der Inneren Medizin, das eine große thematische Bandbreite abdeckt. Grundsätzlich befasst sich die Nephrologie mit der Prävention, der Diagnostik, der konservativen (nicht-operativen) Therapie und der Nachsorge von Nieren- und Bluthochdruckerkrankungen. Auch die Durchführung aller extrakorporalen Blutreinigungsverfahren (Dialyse, Apherese, Immunadsorption) sowie die Betreuung von Patienten mit einer transplantierten Niere fallen in das Fachgebiet der Nephrologie.
Nephrologe beziehungsweise Nephrologin ist eine standesrechtlich geschützte Bezeichnung, die nur von Fachärzten für innere Medizin mit entsprechender, erfolgreich abgeschlossener Facharzt-Weiterbildung geführt werden darf. Die Kindernephrologie ist ein eigenständiges Teilgebiet (Zusatzbezeichnung) der Kinderheilkunde.

## Geschichte
Die Nephrologie ist als Fachdisziplin noch relativ jung. Als Begründer der modernen Nephrologie gelten Richard Bright (1789–1858), Franz Volhard (1872–1950) und Georg Haas (1886–1971).
Zu den ersten wahren Kennern der menschlichen Anatomie gehörte Giovanni Alfonso Borelli (1608–1679). In seinem Werk De renum usu iudicium beschrieb er, dass Urin auf der Ebene der Nieren durch Trennung vom Blut als eine „überflüssige Serösität“ gebildet wird. Für Borelli war der Organismus eine perfekte Maschine und präzise physikalische Gesetze regulieren ihre Funktionen. Zur selben Zeit betrachtete Marcello Malpighi (1628–1694) in seinem Werk De renibus die Nieren als eine Reihe von kleinen membranösen Follikeln. Der Urin werde durch „Segregation“ in den Tubuli gebildet. Die Tubuli seien Kanäle, die in den Harnleiter übergehen. Lorenzo Bellini (1643–1704) untersuchte ausführlich die Anatomie der Nieren, die er in der „Exercitatio de structura et usu renum“ ausführlich beschrieb.
Georg Haas gilt als Begründer der Hämodialyse mittels einer „künstlichen Niere“. Seine ersten Tierversuche führte er 1914 in Gießen durch; zehn Jahre später hat er erstmals einen Menschen dialysiert. Trotzdem wurden regelmäßige zunächst noch experimentelle Dialysebehandlungen in Krankenhäusern erst in den 1950er Jahren durchgeführt. Ein Pionier der Hämodialysebehandlung in Deutschland war Curt Moeller in Hamburg. Der Aufbau einer flächendeckenden Dialyseversorgung ging langsam voran. So gründete sich der größte gemeinnützige Dialyseanbieter, das Kuratorium für Dialyse und Nierentransplantation e. V. (KfH), im Jahr 1969, weil noch zu diesem Zeitpunkt ein medizinischer Versorgungsnotstand für dialysepflichtige Patienten in Deutschland bestand. Heute ist eine flächendeckende Dialyseversorgung in Deutschland gewährleistet. Auch wenn die Nephrologie ein noch relativ junges akademisches Fach ist, gehört sie doch seit Beginn der Medizin zu ihren Kerngebieten.
Die Urinschau ist fester Bestandteil der Medizin seit Galenos von Pergamon (ca. 1.–2. Jahrhundert nach Christus). Das Uringlas (Matula) war im Mittelalter ein Symbol der Ärztezunft. Die zentrale Bedeutung der Nieren für die allgemeine Gesundheit hat sich im deutschen Sprachgebrauch sogar sprichwörtlich verankert: wir prüfen „auf Herz und Nieren“ (Psalm 7,10 ).
Der Begriff Nephrologie findet sich in der medizinischen Fachliteratur erstmals um 1960. Am 1. September 1960 fand sich auf einer internationalen Konferenz mit dem Titel Premier Congrès International de Néphrologie in Genf das Wort Nephrologie im Tagungsthema. Der französische Nephrologe Jean Hamburger schlug den Terminus bereits 1953 vor. Vorher sprach man von der Nierenheilkunde. Davor wurden die Nierenkrankheiten von den Urologen beschrieben und behandelt. Johann Georg Krünitz definierte 1850 die Urologia als „Harnlehre“.
Willibald Pschyrembel erwähnt die Nephrologie als Stichwort in seinem Klinischen Wörterbuch erstmals 1982 in der 254. Auflage als „Wissenschaft und Lehre von den Nierenkrankheiten“.

## Harnpflicht
Ein weiteres wichtiges Thema der neuzeitlichen Nephrologie ist die Harnpflicht der einzelnen Stoffe. Harnfähige Stoffe können, harnpflichtige Stoffe müssen mit dem Urin ausgeschieden werden. Diese Definition der Harnpflicht schließt die teilweise Ausscheidung harnpflichtiger Stoffe über andere Eliminierungswege nicht aus.
Die renale Clearance darf nicht mit der glomerulären Filtration verwechselt werden. Denn im Nephron können die Tubuli Ionen und Moleküle in den Primärharn (=GFR) sezernieren und ihn außerdem resorbieren. Als Clearance (deutsch Ausscheidung) bezeichnet man in der Medizin das Entfernen einer bestimmten exogenen oder endogenen Substanz aus einem Organismus. Bei exogenen Stoffen wird die Clearance auch als Elimination bezeichnet. Bei der renalen Clearance übernimmt die Niere die Ausscheidungsfunktion.
Eine Definition der Harnpflicht findet sich nicht mehr in der aktuellen nephrologischen Fachliteratur. Es muss berücksichtigt werden, dass bei einer kompensatorischen Oligoanurie der Primärharn mit den darin gelösten Molekülen vermehrt tubulär rückresorbiert wird. So kommt es zur Urämie. Des Weiteren ist an körperfremde Substanzen zu denken, die oft nicht verstoffwechselt werden, aber trotzdem ganz oder teilweise renal ausgeschieden werden, zum Beispiel Gifte, Farbstoffe, Kontrastmittel oder Medikamente.
In der nephrologischen Fachliteratur finden sich kaum Grenzwerte für die Konzentration der einzelnen harnpflichtigen Substanzen mit entsprechenden Symptomen bei Schwellenwertüberschreitungen. Ebenso fehlen therapeutische Empfehlungen zur Behandlung solcher Überschreitungen zur Symptomlinderung und um den Beginn der Nierendialyse hinauszuzögern. Die technischen Einstellungen bei der Dialyse erlauben eine gezielte Eliminierung definierter toxischer Substanzen.
Eine Dialyse ist dann indiziert, wenn sie mit Diät oder Medikamenten nicht vermieden werden kann. Oft kann so der Plasmaspiegel der schädlichen harnpflichtigen Substanzen reduziert werden.

## Nephrologische Diagnosen
- Systemerkrankungen mit Nierenbeteiligung und/oder Bluthochdruck: Kollagenosen (Lupus erythematodes, Sklerodermie, CREST-Syndrom, Dermatomyositis-Polymyositis, Sjögren-Syndrom, Mischkollagenose (Sharp-Syndrom), undifferenzierte Kollagenosen), Vaskulitiden (Takayasu-Syndrom, Riesenzellarteriitis, Panarteriitis, Kawasaki-Syndrom, Granulomatose mit Polyangiitis (Morbus Wegener), eosinophile Granulomatose mit Polyangiitis (EGPA, Churg-Strauss-Syndrom), mikroskopische Polyangiitis, Purpura Schönlein-Henoch, essentielle kryoglobulinämische Vaskulitis, Goodpasture-Syndrom), sonstige Systemerkrankungen (Amyloidose, Morbus Behçet, familiäres Mittelmeerfieber, Raynaud-Syndrom, hämolytisch-urämisches Syndrom, thrombotisch-thrombozytopenische Purpura, HELLP-Syndrom)
- Glomeruläre Erkrankungen, die nicht Teil einer systemischen Erkrankung sind: Glomerulonephritis
- Glomeruläre Erkrankungen ohne bekannte histologische Diagnose: Akutes nephritisches Syndrom, rapid-progressive Glomerulonephritis, rezidivierende und persistierende Hämaturie, chronisches nephritisches Syndrom, nephrotisches Syndrom, isolierte Proteinurie in Folge von Tumorerkrankungen, Infektionserkrankungen (inkl. Hepatitis) oder Gestose
- Tubuluskrankheiten (Tubulopathien, tubuläre Krankheitszustände)
- Tubulointerstitielle Erkrankungen: Tubulointerstitielle Nephritis, obstruktive Uropathie und Refluxuropathie, Arzneimittel- und schwermetallinduzierte tubulointerstitielle Krankheiten, tubulointerstitielle Nierenkrankheiten bei anderen Krankheiten, weitere tubulointerstitielle Nierenkrankheiten (zum Beispiel Balkan-Nephropathie, Nierenabszess, perinephritischer Abszess, Analgetikanephropathie)
- Nephrolithiasis (Urolithiasis, Nierenstein-Leiden)
- Körpereigene (endogene) Vergiftungen durch Urämietoxine und Nephrotoxine
- Körperfremde (exogene) Vergiftungen durch diverse Nierengifte (zum Beispiel bei der Analgetikanephropathie)
- Erbliche Erkrankungen: Alport-Syndrom, autosomal dominante oder rezessive Zystennieren, Von-Hippel-Lindau-Syndrom (Morbus Hippel-Lindau), Nephronophthise, Tuberöse Sklerose
- Tumorerkrankungen: Nierenzellkarzinom (Nierenkrebs), Nierensarkom und Wilms-Tumor (Nephroblastom), Plasmozytom (Multiples Myelom) und bösartige Neubildung der Plasmazellen, Tumorlyse-Syndrom
- Akutes Nierenversagen: Beim akuten Nierenversagen (englisch acute kidney injury; AKI) kommt es zu einem raschen Abfall der glomerulären Filtrationsrate. Ein akutes Nierenversagen liegt bei Anstieg des Serumkreatinins von einem gemessenen oder anzunehmenden Grundwert um mindestens 50 % innerhalb von sieben Tagen oder bei einem Anstieg über einen gemessenen Ausgangswert um mindestens 0,3 mg/dl innerhalb von 48 Stunden vor. Außerdem liegt ein akutes Nierenversagen mit einer gemessenen Urinausscheidung von weniger als 0,5 ml/kg/h in sechs Stunden vor.[18]
- Chronisches Nierenversagen: Nach den KDIGO-Empfehlungen besteht eine chronische Nierenkrankheit, wenn ein Nierenschaden vorliegt und/oder die glomeruläre Filtrationsrate (GFR) für vermutlich mehr als drei Monate weniger als 60 ml/min beträgt.
- Akute Nierenkrankheit: Da für einige Patienten mit einer Nierenkrankheit weder die Definition des akuten Nierenversagens noch die Definition der chronischen Nierenkrankheit gilt, schlägt die KDIGO-Arbeitsgruppe die Definition einer weiteren Entität, der sogenannten „akuten Nierenkrankheit“ (englisch acute kidney disease; AKD), vor.
- Begleiterkrankungen der chronischen Nierenkrankheit: Renale Anämie, sekundärer Hyperparathyreoidismus (sHPT), CKD-MBD („Chronic Kidney Disease – Mineral Bone Disease“), urämische Blutungsneigung, urämische Enzephalopathie, urämische Perikarditis und Neuropathie, nephrogene systemische Fibrose (NSF)
- Klinische Zustände bei Nierenkrankheit: Überwässerung und Exsikkose (Dehydratation), Elektrolytstörungen, Störungen des Säure-Basen-Haushalts (Azidose, Alkalose), Juckreiz (Pruritus), Durst, Fehlernährung, Urämie
- Stoffwechselstörungen: Gicht, Hyperlipoproteinämie oder Hyperlipidämie, Adipositas, Eiweißstoffwechselstörungen (Hypoproteinämie, Hypalbuminämie), Diabetes mellitus
- Hypertonie und vaskuläre Erkrankungen: Essentielle Hypertonie, sekundäre Hypertonie, Schwangerschaftshypertonie
- Erkrankungen des Herz-Kreislauf-Systems begleitend oder als Folge einer Nierenerkrankung (kardiorenales Syndrom, hepatorenales Syndrom): Koronare Herzkrankheit, Angina pectoris, akuter Herzinfarkt, Erkrankungen der Herzklappen, Herzinsuffizienz, periphere arterielle Verschlusskrankheit, Thrombose und Embolie der Nierenarterie, Thrombose und Embolie der Nierenvene
- Pulmonale Komplikationen: Pleuraerguss und nichtkardiales Lungenödem, Stauungspneumonie
- Infektionen: Urethritis, tubulointerstitielle Nephritis, Harnwegsinfekt, systemisches inflammatorisches Response-Syndrom (SIRS) / Sepsis, Hepatitis, Tuberkulose, CMV-Infektion, MRSA / Multiresistente Erreger (Multiresistenz), Influenza, Enterohämorrhagische Escherichia coli (EHEC), Hantavirus
- Behandlung sonstiger Komplikationen: Neurologische Komplikationen/urämische Neuropathie, Osteoporose, Sexualfunktionsstörungen, Vergiftungserscheinungen, Dialysezugangskomplikationen (Steal-Syndrom, Katheterthrombosen)
- Die extrarenalen Nierensyndrome nach Wilhelm Nonnenbruch, also die Niereninsuffizienz auch ohne Nierenkrankheit[19]
- Auch können Nierenwürmer und andere Parasiten das Nierengewebe schädigen.[20]
- Erkrankungen, bei denen extrakorporale Therapieverfahren zum Einsatz kommen können: Familiäre essentielle Hypercholesterinämie, Störungen des Calciumstoffwechsels, Hyperviskositätssyndrom, Multiples Myelom (Plasmozytom, Morbus Kahler), akute myeloblastische Leukämie (AML), akute lymphatische Leukämie (ALL), chronische myeloische Leukämie (CML), BCR/ABL-positive chronische lymphatische Leukämie vom B-Zell-Typ (CLL), Guillain-Barré-Syndrom/Polyradikuloneuritis, Myasthenia gravis, akutes Leberversagen, alkoholtoxisches Leberversagen, toxische Leberkrankheit mit Lebernekrose, Adult Respiratory Distress Syndrome (ARDS), dilatative Kardiomyopathie, Hörsturz, senile Makuladegeneration, Hemmkörper-Hämophilie, rheumatoide Arthritis

## Nierenersatztherapien
Bei einer schweren Niereninsuffizienz kommt eine Nierenersatztherapie in Frage. Es stehen drei verschiedene Möglichkeiten zur Auswahl:
- Nierendialyse: Hämodialyse, Hämofiltration oder Hämodiafiltration jeweils unabhängig vom Vorliegen einer schweren Nierenkrankheit
- Peritonealdialyse, ebenfalls unabhängig vom Vorliegen einer schweren Nierenkrankheit
- Nierentransplantation: bei schweren beiderseitigen Nierenkrankheiten

## Extrakorporale Blutreinigungsverfahren
- Plasmapherese, Doppelfiltrationsplasmapherese
- Plasmaaustausch
- Immunadsorption
- Hämoperfusion
- LDL-Apherese, Apherese der löslichen FMS-ähnlichen Tyrosinkinase 1
- Leberersatztherapie
- Photopherese

## Interdisziplinarität
Die Nephrologie hat viele Schnittstellen zu anderen Fächern. Interdisziplinäres Arbeiten gehört daher für Nephrologen zum klinischen Alltag.
- Allgemeinmedizin: Durch die Überalterung der Gesellschaft und die steigende Inzidenz nierenschädigender Zivilisationserkrankungen (Diabetes mellitus, Hypertonie) wird die Prävalenz der chronischen Nierenerkrankung (CKD) zunehmen. Für diese Herausforderungen ist die Zusammenarbeit zwischen Hausärzten/Allgemeinmedizinern und Nephrologen wichtig. Gemeinsames Ziel ist, die Patienten zu stratifizieren, die frühzeitig einer nephrologischen Versorgung bedürfen, um die CKD-Progression aufzuhalten/zu verlangsamen.
- Kardiologie: Herz- und Niereninsuffizienz bedingen sich gegenseitig, man spricht auch vom kardiorenalen Syndrom. Daher besteht eine enge interdisziplinäre Zusammenarbeit zwischen diesen beiden Disziplinen. Weitere Schnittmengen sind die Themen Bluthochdruck, Atherosklerose und Anämie. Auch die Therapie von schwer herzinsuffizienten Patienten (ohne Nierenbeteiligung) mit der Peritoneal-Dialyse, die der Nephrologe durchführt, zeugt von der engen Kooperation beider Fächer.
- Diabetologie: CKD als Folge von Diabetes mellitus: Über 30 % aller terminalen Niereninsuffizienzen sind auf Diabetes zurückzuführen, die nephrologische Vorsorge wurde daher auch im Disease Management Programm Diabetes verankert. Die Zusammenarbeit von Diabetologen und Nephrologen ist daher bei der Versorgung diabetischer Patienten wesentlich.
- Urologie: Schnittstellen beider Disziplinen sind: Harnwegsinfektionen, Nierentumoren, postrenales Nierenversagen – und natürlich die Nierentransplantation. Der Urologe (oder ein anderer Transplantationsmediziner/-Chirurg) führt die Operation durch, Vorbereitung, Assessment des Patienten (bzw. von Spender und Empfänger bei Lebendspende) sowie Nachsorge liegen in den Händen des Nephrologen.
- Gefäßchirurgie: Durch die Implantation von Shunts (Cimino-Shunts, Dialyse-Fisteln) und Dialysekathetern besteht auch eine enge Zusammenarbeit zwischen Nephrologen und Gefäßchirurgen bei der Versorgung von Dialysepatienten.
- Intensivmedizin: Beim akuten Nierenversagen arbeiten Nephrologen und Intensivmediziner interdisziplinär zusammen.
- Rheumatologie: Bei der rheumatoiden Arthritis kann es im Rahmen der Erkrankung, aber auch iatrogren bedingt (Gold- und Penicillaminnephropathie) zu renalen Folgeschäden kommen. Ebenso kann die sekundäre Amyloidose in Folge der rheumatoiden Arthritis zu Nierenschäden führen. Bei diesen Krankheitsbildern sowie bei Gicht (Hyperurikämie), Sarkoidose oder systemische Lupus erythematodes (SLE) kann interdisziplinäre Arbeit zwischen Rheumatologen und Nephrologen erforderlich sein.
- Hämatologie und Onkologie: Retroperitoneale Lymphome und Metastasen können zur Hydronephrose mit Niereninsuffizienz führen. Außerdem können bei zahlreichen Tumoren (Melanom, Bronchialkarzinom, gastrointestinalen Tumoren, Hypernephrom, Plattenepithelkarzinom) eine Proteinurie oder ein nephrotisches Syndrom auftreten. Auch können durch die Tumortherapie Nierenschädigungen entstehen, in einigen Fällen kann es zum akuten Nierenversagen kommen. Darüber hinaus ist bei etwa 50 % der Patienten mit multiplen Myelom eine Nierenbeteiligung nachweisbar. Onkologie und Nephrologie haben also eine große Schnittmenge.
- Pharmakologie: Viele Medikamente sind nephrotoxisch und können insbesondere bei Vorschädigungen der Niere zu einem Nierenversagen führen. Auch angesichts des demografischen Wandels ist die Zusammenarbeit zwischen beiden Disziplinen wichtig: Die Bevölkerung wird älter und Nierenfunktionseinschränkungen treten damit häufiger auf. Diese Patienten weisen eine andere Pharmakokinetik als Nierengesunde auf.
- Gastroenterologie: Bei der Behandlung von leberkranken Patienten mit einem hepatorenalen Syndrom (HRS) sowie auch bei der Durchführung extrakorporaler Leberersatzverfahren (Leberdialyse) arbeiten Gastroenterologen und Nephrologen eng zusammen.
- Lungenheilkunde: Viele Lungenkrankheiten verkleinern (nach dem Euler-Liljestrand-Mechanismus) das Herzzeitvolumen und damit die Glomeruläre Filtrationsrate. Auch ohne eine Nierenkrankheit können Nierenersatzverfahren erforderlich werden. Außerdem wird die Nierentuberkulose von den Pneumonologen behandelt.

## Innovationen aus der Nephrologie
Zahlreiche medizinische Innovationen und übergreifende wissenschaftliche Erkenntnisse kommen aus dem Bereich der Nephrologie:
- der Einsatz von Dialyseverfahren zur Behandlung der Herzinsuffizienz
- der Einsatz von extrakorporalen Blutreinigungsverfahren bei Infektionskrankheiten wie Enterohämorrhagische Escherichia coli (EHEC) oder Ebola
- der Einsatz von extrakorporalen Blutreinigungsverfahren bei Lipidstörungen wie der familiären essentiellen Hypercholesterinämie
- Erkenntnisse zum Mineralstoffhaushalt und dessen Bedeutung, wie beispielsweise die Erkenntnis, dass die Hyperphosphatämie auch bei nierengesunden Menschen mit Risiken assoziiert ist.
- Erkenntnisse zu den Mechanismen der menschlichen Alterung (untersucht am Extrem-Phänotyp der Urämie)
- Erkenntnisse zur extraossären Verkalkung
- Entwicklung innovativer Medikamente mit Indikationen auch außerhalb der Nephrologie wie Erythropoetin („Epo“) oder Calcimimetika.

## Facharztbezeichnung Nephrologe
Nach der Muster-Weiterbildungsordnung 2018 kann in Deutschland als Nephrologe/Nephrologin tätig werden, wer über die Anerkennung als Facharzt für Innere Medizin und Nephrologie verfügt.

## Kinder- und Jugend-Nephrologie
Kinder- und Jugendärzte können in Deutschland die Zusatz-Weiterbildung Kinder- und Jugend-Nephrologie absolvieren und eine entsprechende Zusatzbezeichnung führen. Nach der Muster-Weiterbildungsordnung 2018 umfasst die Zusatz-Weiterbildung Kinder- und Jugend-Nephrologie in Ergänzung zur Facharztkompetenz die Prävention, Erkennung, konservative Akut- und Langzeitbehandlung und Rehabilitation von Erkrankungen der Niere und ableitenden Harnwege des Säuglings, Kleinkindes, Kindes, Jugendlichen und Heranwachsenden in seinem sozialen Umfeld von der pränatalen Periode einschließlich der Transition in eine Weiterbetreuung.
Tätigkeitsfelder dieser Kindernephrologen sind zum Beispiel angeborene Nierenkrankheiten und Stoffwechselkrankheiten mit Beeinflussung der filtrativen Nierenfunktion. Dabei sind zwei Besonderheiten zu beachten: Bei Kindern ist die GFR-Bestimmung (trotz mehrerer vorhandener Schätzformeln) unüblich oder problematisch, weil es keine GFR-Normalwert-Tabellen für gesunde und kranke Kinder gibt. Bei Anwendung der speziellen GFR-Schätzformen für Kinder bleibt unklar, ob diese Formeln die tatsächliche GFR oder aber die normierte GFR(1,73 m²/KOF) bestimmen sollen. Je jünger die Kinder, desto größer sind die Unterschiede zwischen GFR und GFR(1,73 m²/KOF).
Hier ist zu beachten, dass in der Pränataldiagnostik sowie bei Frühgeborenen und Neugeborenen niedrigere glomeruläre Filtrationsraten physiologisch sind. Frühgeborene mit einem Körpergewicht von 1 kg haben eine GFR = 0,2 ml/min und bei einem Gewicht von 2 kg eine GFR = 0,5 ml/min. Gesunde Reifgeborene mit einem Gewicht von 3,2 kg haben eine GFR = 1,5 ml/min. Für Vergleichszwecke, für die Stadieneinteilung und für die ICD-10-Klassifizierung ist die tatsächliche GFR auf die standardisierte Körperoberfläche von gesunden Erwachsenen (USA, 1926) von 1,73 m² zu beziehen.

## Organisationen
Die Deutsche Gesellschaft für Nephrologie (DGfN) ist die Fachgesellschaft für klinische und wissenschaftliche Nephrologie und bündelt als Dachverband die Interessen aller auf diesem Gebiet tätigen deutschen Ärzte und Wissenschaftler. Die DGfN hat derzeit 2350 Mitglieder. Ihre Kernaufgaben sind neben der optimalen Versorgung von Patienten mit Nieren- und Hochdruckkrankheiten die Stärkung der nephrologischen Forschung und die nephrologische Fort- und Weiterbildung.
Die Vertretung der österreichischen Nephrologen ist die Österreichische Gesellschaft für Nephrologie.
Auf Europäischer Ebene arbeiten die DGfN und die Österreichische Gesellschaft für Nephrologie eng mit der European Renal Association – European Dialysis and Transplant Association (ERA-EDTA) und auf internationaler Ebene mit der American Society of Nephrology (ASN) und mit der International Society of Nephrology (ISN) zusammen.
In Deutschland sind die in der Praxis niedergelassenen Nephrologen im Verband Deutsche Nierenzentren (DN) e. V. organisiert. Er vertritt die Gesamtheit der niedergelassenen Fachärzte für Innere Medizin mit nephrologischem Schwerpunkt auf der politischen Ebene, gegenüber Behörden und Krankenkassen, innerhalb der ärztlichen Standesorganisationen sowie in der Öffentlichkeit.
Für die Information von Patienten und Angehörigen sowie für die Aufklärung der Bevölkerung über die Prävention von Nierenerkrankungen zeichnet die Deutsche Nierenstiftung verantwortlich.

## Tier-Nephrologie
Die Nierenfunktion der Säugetiere und Vögel entspricht derjenigen von Menschen. Sie haben Henlesche Schleifen; deshalb ist auch bei diesen Tieren die filtrative Nierenfunktion streng von der Glomerulumfunktion und der Tubulusfunktion zu unterscheiden und abzugrenzen.
In der übrigen Tierwelt spricht man gegebenenfalls von Nephridien statt von Nephronen. Die Podozyten bilden an den Reusengeißelzellen (Cyrtocyten) sogenannte Reusenstäbe zur Ultrafiltration der Gewebeflüssigkeit. Reusen sind Filter.
Empfohlen wurde schon 1949 bei Tieren anders als bei Menschen eine Normierung der GFR auf eine Standardkörperoberfläche von einem Quadratmeter nach dem Term GFR/KOF mit der Einheit (ml/min)/m² = ml/m²min = µm/min, indem man die gemessene oder geschätzte GFR (Einheit ml/min) des Tieres durch dessen Körperoberfläche (Einheit m²) dividiert.
Bei dieser Normierung handelt es sich streng genommen um eine Quasi-Normierung. Analog zur Normierung beim Menschen nach GFR(1,73 m²/KOF) müsste man bei Tieren nach der Formel GFR(1,00 m²/KOF) normieren. Nur dann würden sich die Quadratmeter in Zähler und Nenner kürzen. Nur dann bliebe es auch nach dem Normieren bei der Nierenfunktionseinheit ml/min. Ein solches Vorgehen wurde jedoch nie empfohlen. Auch deswegen sind die Einheiten der normierten GFR bei Mensch und Tier verschieden.